# متنزه بحيرة بيلمونت الحكومي
متنزه بحيرة بيلمونت الحكومي هو متنزه حكومي يبلغ مساحته 463 فدان (1.87 كم مربع) ويقع في بابل، نيويورك في لونغ آيلاند.

## تاريخ
تم إنشاء متنزه بحيرة بيلمونت الحكومي في عام 1926 على أرض كانت في السابق جزءًا من «مزرعه نيرسري ستد»، وهي مزرعة خيول أصيلة يملكها أغسطس بلمونت، تحمل الاسم نفسه لـ بلمونت ستيكس.
تم اختيار الحديقة من قبل روبرت موسىيس كمقر إقليمي لجميع المتنزهات الحكومية في لونغ آيلاند في عام 1935. كانت الحديقة بمثابة المقر الرئيسي للجنة متنزه لونغ آيلاند الحكومي وشرطة لونغ آيلاند باركواي منذ تأسيسها في عام 1946 حتى حلها في 1977 و 1980، على التوالي.[بحاجة لمصدر] ويعمل الآن بمثابة المقر الرئيسي لمنطقة لونغ آيلاند لمكتب ولاية نيويورك للمنتزهات والترفيه والمحافظة التاريخية، بالإضافة إلى شرطة متنزه ولاية نيويورك.

## وصف الحديقة
حديقة بحيرة بلمونت الحكومية هي حديقة للاستخدام اليومي، وتتميز بالقوارب ومرافق للتنزه بالإضافة إلى ملاعب للرياضات الشعبية. يتوفر أيضًا على ملعبين حديثين للأطفال. يمكن استئجار قوارب الدواسة وزوارق التجديف وزوارق الكاياك في رصيف القوارب خلال شهر مايو حتى يوم كولومبوس، وتختلف أوقات/أيام الأسبوع، ومع ذلك لا يُسمح مطلقًا بالسباحة. إذا كنت تمتلك زورقًا، فيمكن إطلاقه فقط عندما يكون رصيف القارب مفتوحًا وفقط من رصيف القارب، رسوم القارب هي: قوارب الكاياك/ 20.00 دولار لمده ساعتين، زوارق التجديف وقوارب الدواسة/ 15.00 دولار لمدة ساعة ونصف، عندما تكون رسوم وقوف السيارات سارية المفعول يكون ذلك ب 8.00 دولار لكل مركبة.
تقع الحديقة بالقرب من باركواي الحكومي الجنوبي مخرج 38. توجد مداخل للدراجات والمشاة في عدة نقاط حول المحيط وهي مجانية طوال العام على الرغم من أن نقاط الدخول هذه مجانية، إلا أنه من غير القانوني الوقوف على طول الطريق للوصول إليها.
يمكن شراء التصاريح من مقر متنزه لونغ آيلاند الحكومي، الواقع في شارع بلمونت في مخرج 37ن.
الحديقة يوجد بها مسار للدراجات يؤدي إلى بحيرة أرجيل في قرية بابل.

## روابط خارجية
- متنزهات ولاية نيويورك: حديقة بلمونت ليك الحكومية